# Scottish Civic Trust
Le Scottish Civic Trust est une organisation caritative écossaise fondée en 1967. Son but est de restaurer et mettre en valeur les bâtiments anciens à travers l'Écosse. Le siège de l'association est à Glasgow. L'organisation gère, en collaboration avec Historic Scotland, une liste de bâtiments menacés.